# Lecanopsis fallax
Lecanopsis fallax är en insektsart som först beskrevs av Alfred Giard 1894.  Lecanopsis fallax ingår i släktet Lecanopsis och familjen skålsköldlöss.
Artens utbredningsområde är Frankrike. Inga underarter finns listade i Catalogue of Life.